# Ізабелла Іспанська (1851—1931)
Ізабелла Іспанська (ісп. Isabel de España), також Ізабелла де Бурбон і Бурбон (ісп. Isabel de Borbón y Borbón), повне ім'я Марія Ізабелла Франціска де Асіс Крістіна де Паула Домінга де Бурбон і Бурбон (нар. 20 грудня 1851 — пом. 22 квітня 1931) — іспанська інфанта з династії Бурбонів, старша донька королеви Іспанії Ізабели II та інфанта Іспанії Франсіско де Асіса, який носив титул герцога Кадіського. У 1851—1857 та 1874—1880 роках була спадкоємицею іспанського трону, маючи титул принцеси Астурійської. Нетривалий час перебувала у шлюбі з принцом Бурбон-Сицилійським Гаетано. Страждаючи від психічних розладів і депресії, той скоїв самогубство у листопаді 1871 року.
Від 1902 року мешкала у палаці Кінтана в Мадриді. Була дуже популярною. Після повалення монархії у 1931 році, єдиною з сім'ї отримала дозвіл залишитися в Іспанії.

## Біографія

### Ранні роки
Народилась 20 грудня 1851 року у Королівському палаці Мадрида. Була другою з живих дітей королеви Іспанії Ізабели II та її чоловіка Франсіско де Асіса. Старший брат Фернандо помер до її народження, і дівчинка від народження вважалася спадкоємицею престолу. Була охрещена архієпископом Толедо 21 грудня 1851 у каплиці Королівського палацу. Хрещеними батьками виступили її бабуся з материнського боку, Марія Крістіна, та дідусь з батьківської лінії, Франсіско де Паула.

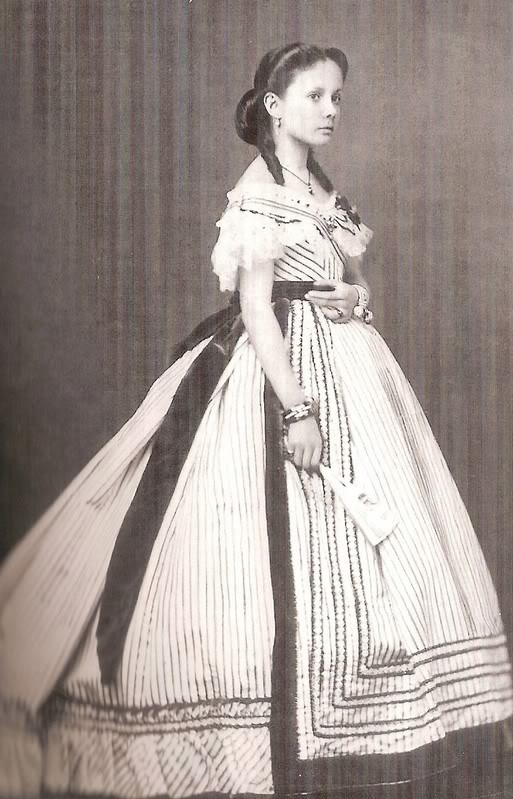
Світлина близько 1865 року

Титул принцеси Астурійської був наданий її матір'ю королівським указом від 24 березня 1852 року. Хрест Вікторії, символ князівства Астурія, їй вручили 1857 року. Втім, вже незабаром народився її брат Альфонсо, який став першим у лінії престолонаслідування. Всього в інфанти було восьмеро молодших суродженців, з яких дорослого віку досягли, окрім Альфонсо, сестри Марія дель Пілар, Марія де ла Пас та Еулалія.
Ходило багато чуток, що Франсіско де Асіс був геєм або імпотентом, а королева народжувала дітей від коханців. Втім, всі вони були визнані офіційним батьком. Історики та біографи приписують біологічне батьківство Ізабелли аристократу Хосе Руїсу де Арана-й-Сааведра (1826–1891), любовний зв'язок із яким королева мала з 1850 до 1856 року. Іспанці називали принцесу Арануела (ісп. la Aranuela) від імені її ймовірного батька. Також вона була широко знана як (ісп. la Chata) — Кирпата.
Відносини між дітьми Ізабелли та королем-консортом Франсіско були холодними та формальними, вони спілкувалися лише на офіційних прийомах. Королева мало приділяла уваги дітям, займаючись переважно політичними справами. Більша частина дитинства спадкоємиці прйшла у Мадриді й Аранхуесі. Ізабелла виховувалася окремо й отримувала набагато кращу освіту, ніж її мати, а також вважалася найобдарованішою дитиною в сім'ї. Особлива увага в навчанні приділялася іноземним мовам. Дівчина полюбляла музику, ставши доброю піаністкою, та верхову їзду. Добре усвідомлювала свої обов'язки, з раннього віку брала участь у придворних церемоніях. Супроводжувала королеву у поїздках країною, що сприяло популярності. Була єдиною зі своїх суродженців, що виросла за правління матері. За кілька місяців після її весілля відбулася Славна революція, яка позбавила Ізабеллу II влади.
Прем'єр-міністр Леопольдо О'Доннелл сподівався одружити інфанту з Амадеєм Савойським. Монархиня не підтримувала цей союз, але погодилася на зустріч потенційних наречених. У вересні 1865 року принц навідав іспанську королівську родину у Сарауці. Шлюб так і не відбувся. Сама королева планувала видати доньку за графа Фландрії, але бельгійці віддали перевагу німецькій принцесі.
Оскільки з політичних міркувань Ізабеллі II довелося визнати об'єднання Італії під владою Савойської династії, то, як компенсацію своїм кузенам з Неаполітанських Бурбонів, що втратили трон, вона запропонувала шлюб спадкоємиці з одним із братів поваленого короля Обох Сицилій Франческо II. За цим рішенням стояла ультраконсервативна партія Іспанії на чолі з консортом Франсіско де Асісом.  У квітні 1868 року до Іспанії прибув принц Гаетано Бурбон-Сицилійський. Родина нареченого перебувала у скрутному фінансовому становищі, і весілля було організоване дуже швидко.

### Шлюб
У віці 16 років Ізабелла стала дружиною 22-річного Гаетано Бурбон-Сицилійського, який носив титул графа Джірдженті. Весілля пройшло 13 травня 1868 з великою пишністю. Нареченого змальовували як високого та добросердечного юнака, що страждав від слабкого здоров'я, наречену — як низьку білявку з ясними блакитними очима, консервативну та вперту за характером. Після церемонії принц отримав титул та привілеї інфанта Іспанії. 

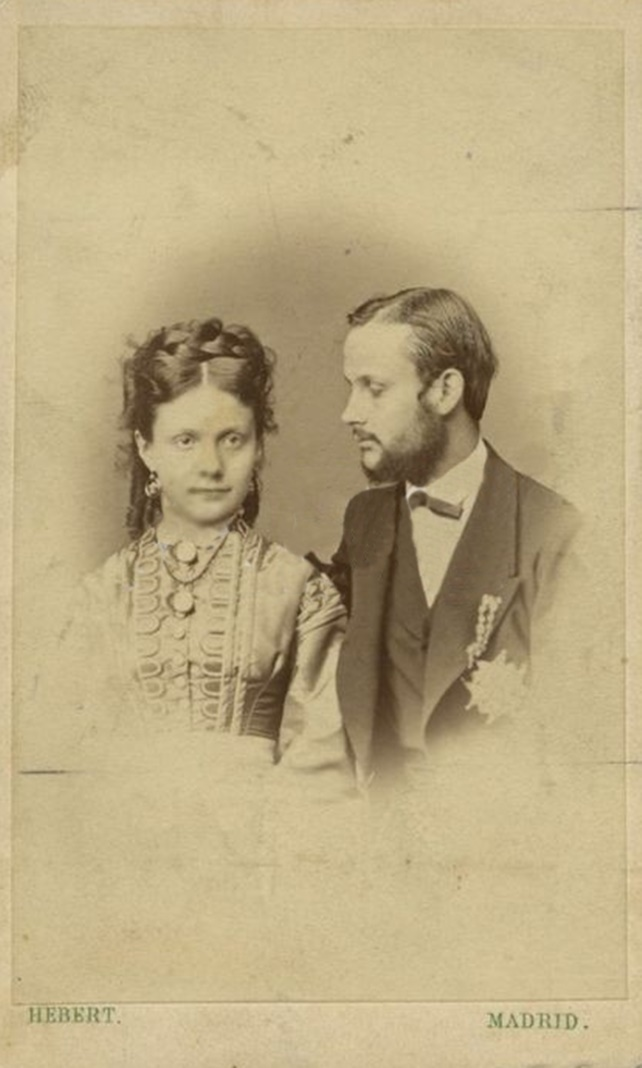
Світлина подружжя

Протягом тривалого медового місяця, у який вони вирушили 18 травня, пара відвідала родину Гаетано, яка мешкала у палаццо Фарнезе у Римі, за два місяці — вирушили до австрійського двору, де проживали його родичі з материнського боку, а на зворотному шляху — відвідали у Фонтенбло імператора Наполеона III з дружиною. Там вони отримали звістку про Славну революцію. Гаетано негайно виїхав до Іспанії, де намагався відстояти інтереси монархії у битві при Алколео, проте поразка в ній ознаменувала кінець правління Ізабелли II.
Повалена королева оселилася у Парижі, де знайшли притулок і Ізабелла з чоловіком. Перший час вони мешкали у будинку, який належав дядьку Гаетано, графу Аквілі.
Принц страждав від поганого здоров'я та депресії. Протягом двох років пара здійснила серію поїздок Європою, відвідавши Австрію, Німеччину та Англію, марно намагаючись вирішити ці проблеми. Влітку 1870 року подружжя оселилося в Люцерні, де сподівалися знайти спокій та анонімність. За допомогою двох ад'ютантів Гаетано вдавалося приховувати від дружини факт, що він є хворим на епілепсію. Втім, одного разу у нього трапився напад на очах у дружини, що стало для неї несподіванкою.
На початку літа 1871 року пара виїхала до Женеви, аби відвідати частину іспанської королівської родини, яка виїхала з Парижу через заворушення, і повернулися до Люцерну на початку серпня. У вересні Ізабелла пережила викидень, що призвело до погіршення психічного стану її чоловіка. Він спробував скоїти суїцид, вистрибнувши з вікна, але його врятували. Надалі принца ніколи не залишали на самоті, Ізабелла та його ад'ютанти весь час слідкували за ним. Проте 26 листопада 1871 року, коли подружжя зупинилося в готелі Люцерну, Гаетано вдалося замкнутись у кімнаті та вистрілити собі в голову. Його знайшли ще живим, але того ж дня він помер.
Ізабелла, яка встигла дуже прив'язатися до чоловіка, оплакувала його загибель. Після відновлення на престолі її брата принцесі було запропоновано кілька проєктів повторного шлюбу. Серед кандидатур висувалися ерцгерцог Австрійський Людвіг Сальватор і принц Баварський Арнульф. Втім, вона не бажала брати другого шлюбу, і Альфонсо XII, який дуже шанував сестру, погодився з її вибором.

### Подальші роки
Після смерті чоловіка інфанта переїхала до матері у Париж, де мешкала у Кастильському палаці. Вела спокійне сімейне життя, спостерігаючи за освітою трьох молодших сестер, бувала в гостях у батька, який жив окремо від дружини в Епіні. У 1872 і 1873 роках часто їздила до Мюнхена, де мешкала її тітка Амалія, та до Відня, де була гостею ерцгерцогині Марії Кароліни, з якою дуже зблизилася під час свого шлюбу.

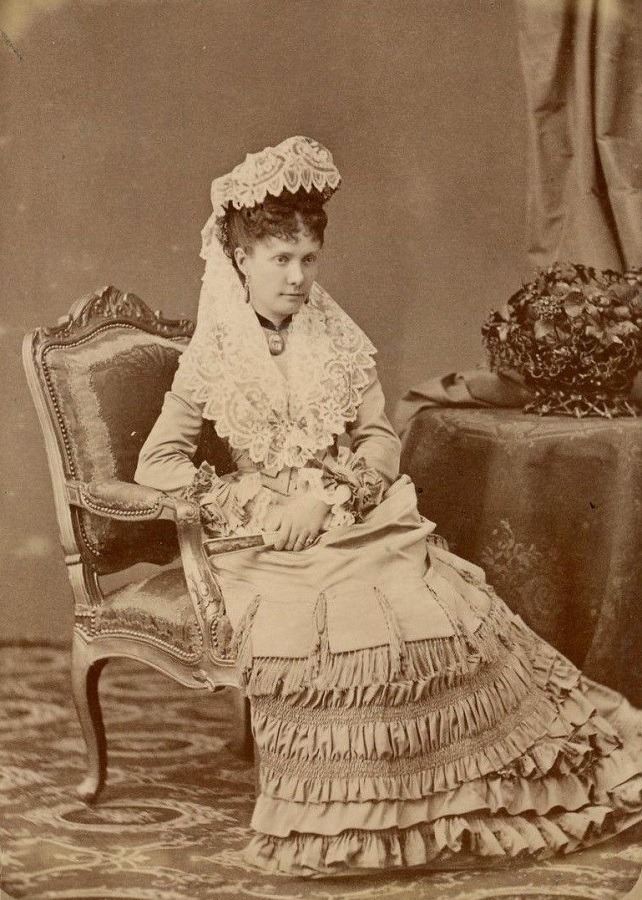
Ізабелла у 1879 році

29 грудня 1874 року брат інфанти, Альфонсо XII, був призваний на іспанський престол після припинення існування Першої Іспанської республіки. 14 січня 1875 Альфонсо XII прибув до Іспанії, а наступного місяця уряд закликав Ізабеллу повернутися на батьківщину як першу леді двору та ймовірну спадкоємицю престолу. 5 березня інфанта вирушила з Марселю до Мадриду. 24 березня 1875 року була знову проголошена принцесою Астурійською та спадкоємицею іспанської корони. Молода принцеса та її брат були дуже популярними у цей період.
У перші роки правління Альфонсо Ізабелла постійно працювала над популяризацією монархії та була дуже корисною для свого брата. 1877 року три молодші сестри принцеси були передані під її опіку, і вона надала їм гарну освіту. Дві старші не завдавали клопоту, але Ізабелла конфліктувала з наймолодшою сестрою, енергійною інфантою Еулалією.
Після одруження брата знайомила з двором його дружину Марію де лас Мерседес Орлеанську, яка замінила її на посаді першої леді. Від того часу мала більше часу на свої хобі та подорожі. Після ранньої смерті Марії де лас Мерседес обрала, як наступну дружину братові,  ерцгерцогиню Марію Крістіну.
Рання смерть Альфонсо XII у 1885 році стала страшним ударом для Ізабелли, яка дорожила їхніми стосунками. Залишалась впливовою фігурою під час регентства Марії Крістіни, надаючи їй всіляку підтримку; також піклувалася про своїх небожів.
Від 1902 року мешкала у палаці Кінтана в Мадриді. Мала велику популярність та повагу серед населення. Продовжувала здійснювати поїздки Іспанією для підняття іміджу монархії. У 1910 році, як представник іспанської корони, відвідала Буенос-Айрес з нагоди святкування століття Травневої революції.
Протягом усього життя покровительствувала багатьом композиторам. Її увагу також привертали технічні досягнення. Так, принцеса була однією з перших іспанок, хто мандрував автівкою. Захоплюватися верховою їздою та полюванням протягом усього життя.
Від 1930 року страждала на атеросклероз, через який була прикутою до інвалідного візку і майже втратила здатність говорити.
У квітні 1931 року її небіж Альфонсо XIII був позбавлений влади, і вся іспанська королівська родина виїхала до Парижу. Республіканська влада повідомила Ізабеллі, що вона, єдиною з сім'ї, може залишитися в Мадриді, але жінка добровільно вирішила залишити країну з іншими членами сімейства. Подорожувала спершу ношами, а потім — залізницею.
Померла за кілька днів по переїзді, 22 квітня 1931 року, в Отейському монастирі. Була похована майже інкогніто на паризькому цвинтарі Пер-Лашез. 1991 року король Хуан Карлос I наказав перевезти її тіло до Іспанії; після чого прах інфанти був перепохований у каплиці Королівського палацу Ла-Гранха-де-Сан-Ільдефонсо неподалік Сеговії.

## Нагороди
- Почесний лицар ордену Золотого руна № 886 (Іспанія);
- Великий хрест ордену Карлоса III (Іспанія);
- Орден Королеви Марії Луїзи № 473 (Іспанія);
- Благородний орден Зоряного хреста (Австро-Угорщина);
- Орден Святої Ізабелли (Португальське королівство).

## Вшанування
- На честь Ізабелли у 1865 році була названа вулиця Принцеси (ісп. Calle Princesa) в Мадриді.
- У Східному парку Мадрида принцесі встановлений пам'ятник.
- Її мармурова скульптура на повний зріст встановлена у садах палацу Ла-Гранха.